# ユノラフ・エイネモ
ユノラフ・エイネモ（Jon Olav Einemo、1975年12月10日 - ）は、ノルウェーの男性総合格闘家。オスロ出身。ゴールデン・グローリー所属。ブラジリアン柔術黒帯。ヤン・オラフ・エイネモとも表記される。

## 来歴
2000年7月、初挑戦の世界柔術選手権で、青帯スペルペサード級の3位に入賞。このときの同級王者はファブリシオ・ヴェウドゥムだった。
2001年4月、第4回アブダビコンバット99kg未満級に参戦。1回戦でヒーガン・マチャドに見込み一本勝ち、2回戦でホーレス・グレイシーに勝利するも、準々決勝でヒカルド・アローナに破れ、4位に終わる。無差別級では1回戦でアレッシャンドリ・カカレコにポイント勝ちするものの、2回戦でビクトー・ベウフォートにポイント負け。
2003年5月、アブダビコンバット99kg未満級では1回戦でブランドン・ヴェラ、準々決勝でラリー・パパドポロス、準決勝でホジャー・グレイシー、決勝でアレッシャンドリ・カカレコを破り、優勝。欧州人として初のアブダビコンバット優勝者となった。
2005年5月、アブダビコンバットに出場するも、直前の怪我もあり4位に終わった。
2006年2月26日、PRIDE初参戦となったPRIDE.31でファブリシオ・ヴェウドゥムに判定負け。
2007年5月6日、アブダビコンバットのスーパーファイトでホジャー・グレイシーと対戦、0-5で判定負け。

### UFC
2011年6月11日、UFC初参戦となったUFC 131でデイブ・ハーマンと対戦し、TKO負けを喫した。
2012年1月28日、UFC on FOX 2でマイク・ルソーと対戦し、0-3の判定負け。2連敗となり、UFCからリリースされた。

## 戦績

### 総合格闘技
| 総合格闘技 戦績 | 総合格闘技 戦績 | 総合格闘技 戦績 | 総合格闘技 戦績 | 総合格闘技 戦績 | 総合格闘技 戦績 | 総合格闘技 戦績 |
| --------------- | --------------- | --------------- | --------------- | --------------- | --------------- | --------------- |
| 9 試合          | (T)KO           | 一本            | 判定            | その他          | 引き分け        | 無効試合        |
| 6 勝            | 1               | 5               | 0               | 0               | 0               | 0               |
| 3 敗            | 1               | 0               | 2               | 0               | 0               | 0               |

| 勝敗 | 対戦相手                     | 試合結果                         | 大会名                                | 開催年月日     |
| ×    | マイク・ルソー               | 5分3R終了 判定0-3                | UFC on FOX 2: Evans vs. Davis         | 2012年1月28日  |
| ×    | デイブ・ハーマン             | 2R 3:19 TKO（パウンド）          | UFC 131: dos Santos vs. Carwin        | 2011年6月11日  |
| ○    | ジェームス・トンプソン       | 1R 4:18 腕ひしぎ十字固め         | 2H2H: Pride & Honor                   | 2006年11月12日 |
| ×    | ファブリシオ・ヴェウドゥム   | 3R（10分/5分/5分）終了 判定0-3   | PRIDE.31 Dreamers                     | 2006年2月26日  |
| ○    | ミンダウガス・クリカウスキス | 1R 0:47 腕ひしぎ十字固め         | 修斗 WANNA SHOOTO 2003                | 2003年11月3日  |
| ○    | エフェルト・フェイエート     | 1R 1:54 ギブアップ（パウンド）   | Shooto Finland: Cold War              | 2003年2月22日  |
| ○    | オラフ・イネット・フェルト   | 1R 1:07 ギブアップ（パンチ連打） | Shooto Holland: Night of the Warriors | 2001年11月4日  |
| ○    | エルッカ・サールストロム     | 1R 2:22 TKO（パンチ連打）        | Finn Fight 4                          | 2000年12月2日  |
| ○    | ヤン・ヤルヴェンシヴ         | 1R 4:20 腕ひしぎ十字固め         | Focus Fight Night 4                   | 2000年10月6日  |

### グラップリング
| 勝敗 | 対戦相手             | 試合結果 | 大会名    | 開催年月日   |
| ×    | ホジャー・グレイシー | 判定0-5  | ADCC 2007 | 2007年5月6日 |

## 獲得タイトル
- 第5回 アブダビコンバット 99kg未満級 優勝（2003年）

## 表彰
- UFC ファイト・オブ・ザ・ナイト（1回）